# Kľúčovec
Kľúčovec (maďarsky Kulcsod) je obec na Slovensku v okrese Dunajská Streda, v chráněné krajinné oblasti Dunajské luhy. Žije v ní 345 obyvatel. V roce 2011 bylo 93,48 % obyvatel obce maďarské národnosti.

## Pamětihodnosti
- Reformovaný kostel, jednolodní klasicistní stavba s pravoúhlým závěrem a věží tvořící součást její hmoty, z roku 1847. V roce 1885 prošel přestavbou. Interiér kostela je plochostropý. Zařízení pochází z 19. století.
- Pomník vojáků padlých v první a druhé světové válce
- Do správního území obce zasahuje část národní přírodní rezervace Číčovské mŕtve rameno.